# Stefan Wyszyński
Stefan Wyszyński (Zuzela, Mazovjecko vojvodstvo, 3. kolovoza 1901. – Varšava, 28. svibnja 1981.), poljski nadbiskup i kardinal Gniezna i Varšave, primas Poljske i branitelj ljudskog dostojanstva i prava. Od 2021. godine blaženik je Katoličke Crkve.

## Životopis
Rođen je 1901. Ušao je u sjemenište u Włocławeku 1920. godine i nakon četiri godine studija bio je zaređen za svećenika. Od 1925. do 1929. nastavio je studij na Katoličkom sveučilištu u Lublinu, gdje je položio doktorat. Nakon izbijanja Drugog svjetskog rata bio je u mjestu Laski kraj Varšave, gdje je našao utočošte pred progonom Gestapa. Nakon rata vratio se u Włocławek, gdje je reorganizirao sjemenište kao rektor. Godine 1946., papa Pio XII. imenovao ga je biskupom Lublina. U svom biskupskom grbu imao je latinske riječi "Soli Deo" (hrv. "Samo Bog"). Služenje Bogu po Mariji bila je odrednica njegovog čitavog života.
Nakon smrti kardinala Augusta Józefa Hlonda u kolovozu 1948., imenovan je metropolitskim nadbiskupom Gniezna i Varšave te primasom Poljske. Godine 1953. papa Pio XII. proglasio ga je kardinalom.
U razdoblju napetosti između poljske vlade i Crkve, komunističke su ga vlasti zatvorile 1953., a kasnije poslale u kućni pritvor. Bio je brutalno zlostavljan. U izolaciji je 16. svibnja 1956. napisao Jasnogorske zavjete poljskog naroda nazvanih po marijanskom svetištu Jasnoj Gori. Pušten je u listopadu 1956.
Organizirao je proslavu 1000. godišnjice pokrštavanja prvog poljskog vladara Mješka I. Komunističke vlasti su spriječile planirani dolazak pape Pavla VI. na proslavu.
Trijumfalno je dočekao papu Ivana Pavla II., kada je prvi put, od 2. do 10. lipnja 1979. godine, posjetio Poljsku nakon što je izabran za papu. U nemirima, koji su doveli do političke krize 1980., molio je i vlasti i sindikat Solidarnost, da budu odgovorni u svojim postupcima.
Preminuo je u Varšavi 28. svibnja 1981. Poljski parlament proglasio je 2001. - godinom Stefana Wyszyńskog. Tada su ga nazvali "velikim Poljakom, kapelanom i državnikom".

## Zanimljivosti
Jednom su prilikom novinari upitali papu Ivana Pavla II., tada još poljskog kardinala, da li je u redu, da on kao kardinal odlazi rekreativno na skijanje. On im je odgovorio, da 40% poljskih kardinala skija. Novinari su bili začuđeni, kako 40%, kada su bila samo dvojica, a Ivan Pavao II. im je obrazložio da kardinal Wyszyński vrijedi više od njega pa je zato rekao 40%.